# Beschornerkreuz

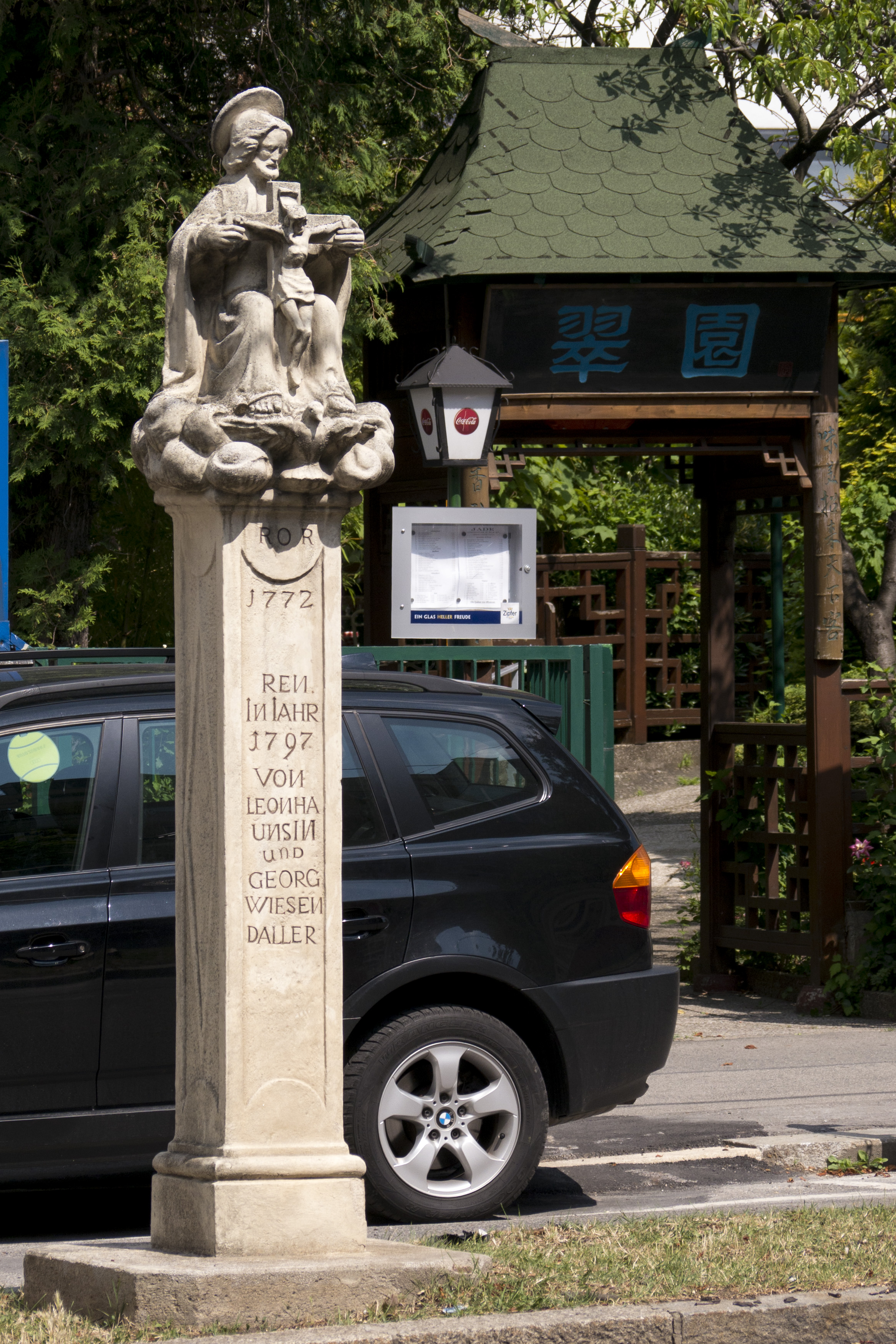
Beschornerkreuz (2015)

Das Beschornerkreuz ist eine historische Pestsäule an der Favoritenstraße zwischen den Häusern Nr. 173 und 175 im 10. Wiener Gemeindebezirk Favoriten. Es stammt aus der Barockzeit und wurde im Zweiten Weltkrieg schwer beschädigt und anschließend restauriert.

## Geschichte
Auch bekannt als „Favoritner Pestsäule“ wurde die Dreifaltigkeitssäule nach einer Pestepidemie 1679 von Laurenz und Walburga Beschorner zum Dank für das Ende der Pest gestiftet. Die vierkantige Säule aus Sandstein steht auf einem Sockel, oben befindet sich in Form eines Gnadenstuhls eine Skulptur der gekrönten Dreifaltigkeit. Auf dem Pfeiler befinden sich vorne und hinten Widmungsinschriften. Die Säule wurde 1772 und 1797 von Leonhard Unsin und Georg Wiesendaller mehrmals restauriert. 
Während des Zweiten Weltkrieges wurde der Schaft beschädigt und die Figurengruppe zerstört. Die Säule wurde nach alten Fotografien 1979 vom Bildhauer Heribert Rath (1924–2007) restauriert. Das Original wurde in das Bezirksmuseum Favoriten gebracht und durch eine Kopie am gleichen Standort ersetzt.